# Campeonato Sudamericano de Voleibol Femenino Sub-20 de 1994
La XII edición del Campeonato Sudamericano de Voleibol Femenino Sub-20 se llevó a cabo del 07 al 12 de noviembre en la ciudad de Medellín, Colombia. Los equipos nacionales compitieron por un cupo para el Campeonato Mundial de Voleibol Femenino Sub-20 de 1993 a realizarse en Tailandia. 

## Campeón
| Brasil           |
| Campeón          |
| Brasil 8º título |

## Clasificación final
| Pos | Equipo    |
| --- | --------- |
| 1   | Brasil    |
| 2   | Argentina |
| 3   | Perú      |
| 4   | Colombia  |
| 5   | Venezuela |
| 6   | Uruguay   |

| Predecesor: Bolivia 1992 | Campeonato Sudamericano de Voleibol Femenino Sub-20 Colombia 1994 | Sucesor: Venezuela 1996 |

- Datos: Q2948982